# Zbigniew Osiński (plastyk)
Zbigniew Osiński (ur. 3 maja 1955 w Żyrardowie) – polski artysta plastyk.

## Życiorys
W 1980 roku ukończył studia na Wydziale Wzornictwa Przemysłowego Akademii Sztuk Pięknych w Warszawie, uzyskując dyplom z projektowania form przemysłowych w pracowni Andrzeja Wróblewskiego.

## Twórczość
Osiński poprzez sztukę przekazuje własny odbiór wrażeń estetycznych związanych z naturą, muzyką, życiem codziennym, a także różnymi wydarzeniami społecznymi. Jego prace wykonane są techniką akwarelową. Artysta wykorzystuje różne narzędzia takie jak: aerograf, stalówki, gąbki, twarde pędzle, szablony i inne.

## Wybrane wystawy
- 1980 – Wzornictwo dzieciom, IWP Warszawa, Polska
- 1984 – Wystawa w Gostyniu i Karolewie, Polska
- 1986 – Gera, Niemcy
- 1987 – Międzynarodowa wystawa w Rudolstad, Niemcy
- 1989 – Kursk, Rosja - wystawa Biura Wystaw Artystycznych w Skierniewicach
- 1990 – Châtelaillon-Plage, Francja
- 1990 – Cann, Francja
- 1999 – ART. Barbakan, Warszawa, Polska
- 2000 – Festiwal Muzyki, Warszawa, Polska
- 2002 – Blyth Galeria, Manchester, Wielka Brytania
- 2003 – Muzeum Regionalne im. Wł. St. Reymonta, Lipce Reymontowskie, Polska
- 2011 - Muzeum Mazowsza Zachodniego, Żyrardów, Polska
- 2012 - Biuro Wystaw Artystycznych, Skierniewice, Polska

## Nagrody
- 1982 – Stypendium Ministerstwa Kultury i Sztuki
- 1994 – Zbiorowe wyróżnienia Ministra Kultury i Sztuki w konkursie ogólnopolskim „Na najważniejsze wydarzenia muzealne w 1993 roku”
- 1995 – Zespołowa nagroda II stopnia przyznawana przez Ministra Kultury i Sztuki za wystawę „Filip de Girard 1775-1845 z Loumarin do Żyrardowa”
- 2001 – Wyróżnienie Prezydenta Miasta Żyrardowa za szczególne zasługi dla promocji miasta.
- 2006 – Nagroda Specjalna Ministra Kultury i Dziedzictwa Narodowego.
- 2010 – Nagroda Okolicznościowa Ministra Kultury i Dziedzictwa Narodowego z okazji 30-lecia pracy twórczej.